# Courteranges
Courteranges – miejscowość i gmina we Francji, w regionie Grand Est, w departamencie Aube.
Według danych na rok 1990 gminę zamieszkiwało 295 osób, a gęstość zaludnienia wynosiła 46 osób/km².

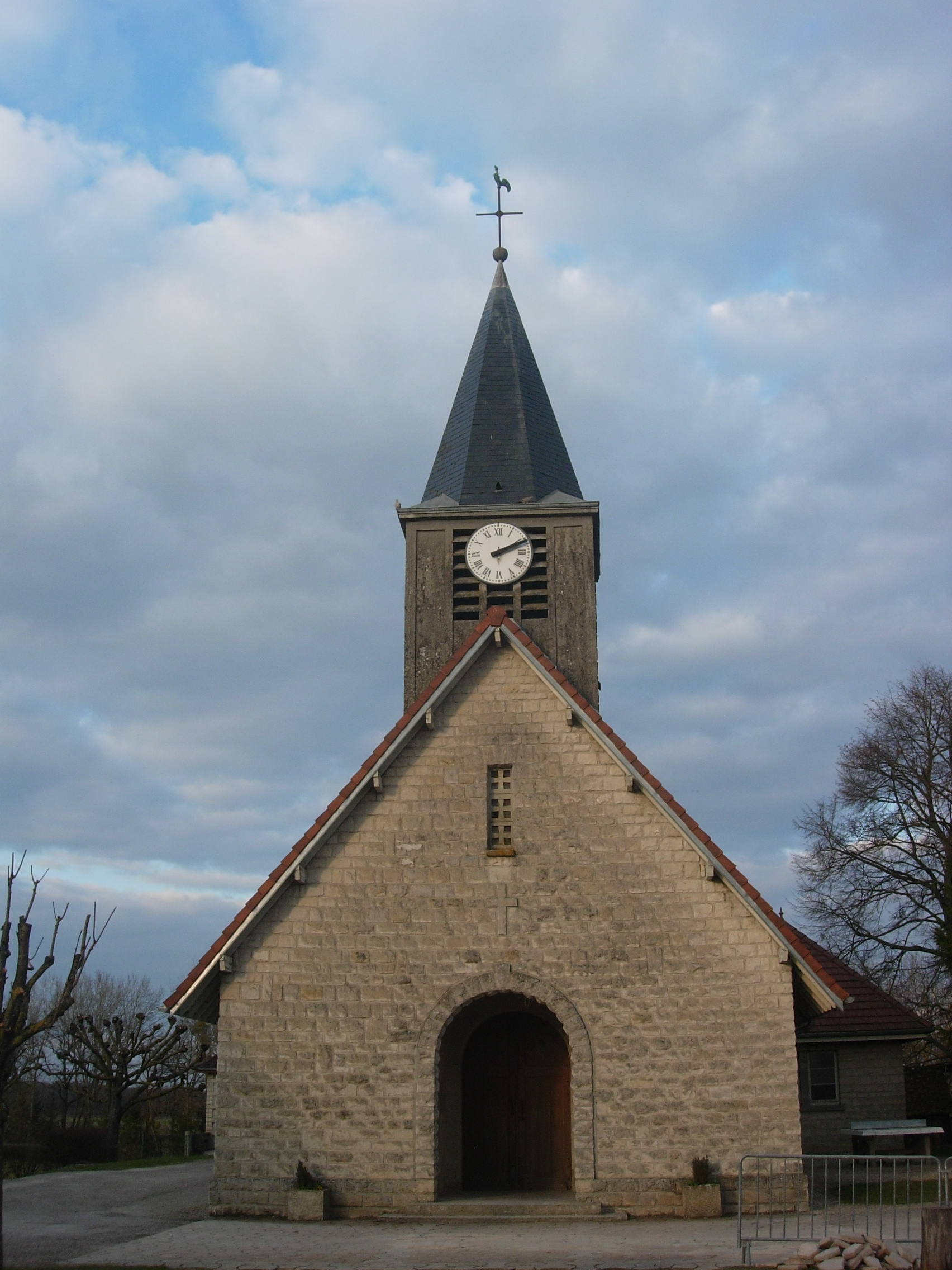
Kościół w Courteranges, 2009